# Comuna de Grabowo
Grabowo (polaco: Gmina Grabowo) é uma gminy (comuna) na Polónia, na voivodia de Podláquia e no condado de Kolneński. A sede do condado é a cidade de Grabowo.
De acordo com os censos de 2004, a comuna tem 3643 habitantes, com uma densidade 28,4 hab/km².

## Área
Estende-se por uma área de 128,48 km², incluindo:
- área agricola: 75%
- área florestal: 20%

## Demografia
Dados de 30 de Junho 2004:
|                      | Total   | Total | Mulheres | Mulheres | Homens  | Homens |
| -------------------- | ------- | ----- | -------- | -------- | ------- | ------ |
|                      | pessoas | %     | pessoas  | %        | pessoas | %      |
| População            | 3643    | 100   | 1788     | 49,1     | 1855    | 50,9   |
| Densidade (pop./km²) | 28,4    | 100   | 13,9     | 13,9     | 14,4    | 14,4   |

De acordo com dados de 2002, o rendimento médio per capita ascendia a 1469,94 zł.

## Subdivisões
Andrychy, Bagińskie, Chełchy, Ciemianka, Gnatowo, Golanki, Grabowo, Grabowskie, Grądy-Michały, Grądy-Możdżenie, Guty Podleśne, Kamińskie, Konopki-Białystok, Konopki-Monety, Kownacin, Kurkowo, Łebki Duże, Łebki Małe, Łubiane, Marki, Milewo-Gałązki, Pasichy, Przyborowo, Rosochate, Siwki, Skroda Wielka, Stare Guty, Stawiane, Surały, Świdry-Dobrzyce, Świdry Podleśne, Wiszowate, Wojsławy, Żebrki.

## Comunas vizinhas
- Biała Piska, Kolno, Przytuły, Stawiski, Szczuczyn, Wąsosz